# Società Sportiva Lazio Calcio Femminile 1987-1988
Questa voce raccoglie le informazioni riguardanti la Società Sportiva Lazio Calcio Femminile nelle competizioni ufficiali della stagione 1987-1988.

## Rosa
Rosa aggiornata all'inizio della stagione.
| N. |                   | Ruolo | Calciatrice          |
| -- | ----------------- | ----- | -------------------- |
|    | Italia (bandiera) | A     | Elisabetta Bavagnoli |
|    | Italia (bandiera) | C     | Elena Biondi         |
|    | Italia (bandiera) | D     | Paola Bonato         |
|    | Italia (bandiera) | C     | Florinda Ciardi      |
|    | Italia (bandiera) | C     | Marisa Conicchioli   |
|    | Italia (bandiera) | C     | Federica D'Astolfo   |
|    | Italia (bandiera) | D     | Monica De Marco      |
|    | Italia (bandiera) | P     | Monica Di Bernardo   |
|    | Italia (bandiera) | D     | Maura Furlotti       |

| N. |                   | Ruolo | Calciatrice               |
| -- | ----------------- | ----- | ------------------------- |
|    | Italia (bandiera) |       | Mattoni                   |
|    | Italia (bandiera) | D     | Rita Messina              |
|    | Italia (bandiera) | D     | Bianca Micieli            |
|    | Italia (bandiera) | A     | Carolina Morace           |
|    | Italia (bandiera) | A     | Cristina Pierluca         |
|    | Italia (bandiera) | P     | Eva Russo                 |
|    | Italia (bandiera) | A     | Francesca Sisto           |
|    | Spagna (bandiera) | A     | Concepción Sánchez Freire |